# Nahwa
Nahwa (arabo: النحوة), anche indicata come al-Nahwa, è una località degli Emirati Arabi Uniti appartenente all'Emirato di Sharja. Si tratta di un'enclave di 2º livello: una porzione di territorio degli Emirati interamente circondata dal territorio di Madha appartenente all'Oman, che, a sua volta, è interamente circondata all'interno degli Emirati stessi. È un'enclave in Oman e un'exclave degli Emirati Arabi Uniti.
Dopo il trattato tra India e Bangladesh del 2015 che ha fatto sparire l'80% delle enclavi di secondo grado al mondo (e l'unica di terzo, Dahala Khagrabari) rimane l'unica enclave di 2º livello in Asia e una delle sole 8 al mondo con le 7 olandesi di Baarle-Nassau nella città belga di Baarle-Hertog in Europa.

## Geografia
Per entrare all'interno di Nahwa, bisogna prendere la strada principale a nord che conduce all'interno dell'enclave di Madha, proseguire a sud di Khor Fakkan e seguire le indicazioni per New Mahda. Da New Mahda c'è una strada asfaltata di circa 5 chilometri, tortuosa che conduce a Nahwa.
All'interno di Nahwa c'è un posto di controllo della polizia degli Emirati a circa 80 metri dopo la linea di confine, nei pressi, poco sopra la strada, si sviluppa il villaggio. Il villaggio è composto da una quarantina di edifici divisi in due gruppi chiamati Old Nahwa e New Nahwa a cui si aggiunge un ambulatorio medico. Nella prima ci sono più edifici che nella seconda.
Si tratta in pratica di un'enclave dentro un'altra enclave, caso rarissimo al mondo, esistono situazioni simili solo tra Belgio e Paesi Bassi tra le rispettive Baarle-Hertog e Baarle-Nassau, e tra India e Bangladesh nel distretto di Cooch Behar dove, fino al 31 luglio 2015, esisteva l'unica enclave del mondo di terzo grado.
Dal punto di vista amministrativo Nahwa appartiene alla municipalità di Khor Fakkan.

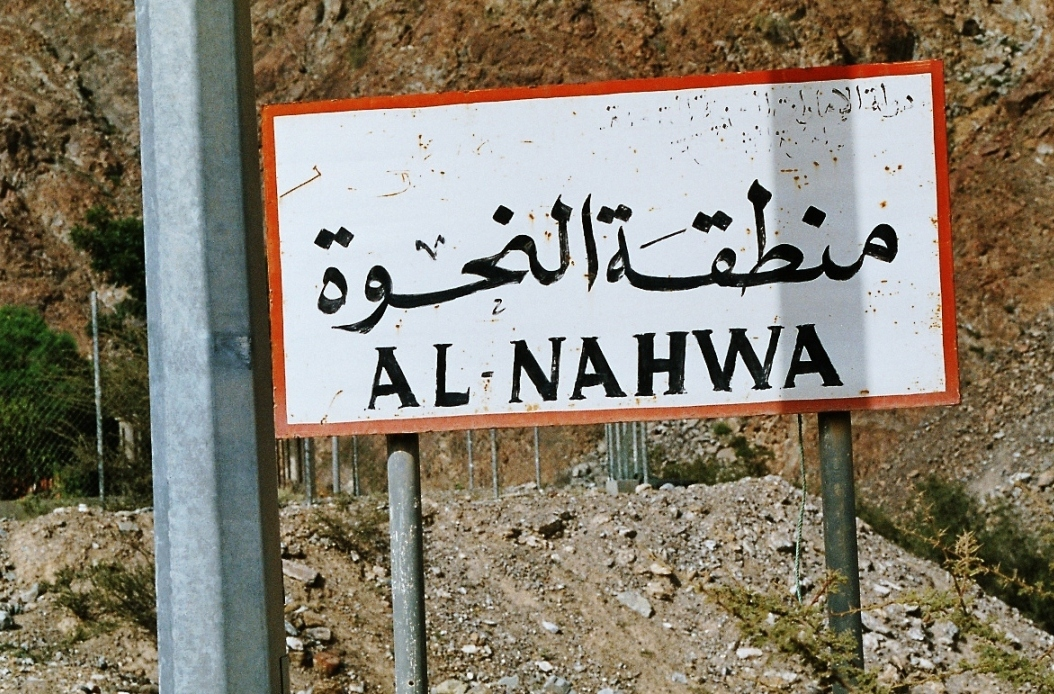
L'insegna all'entrata del paese.

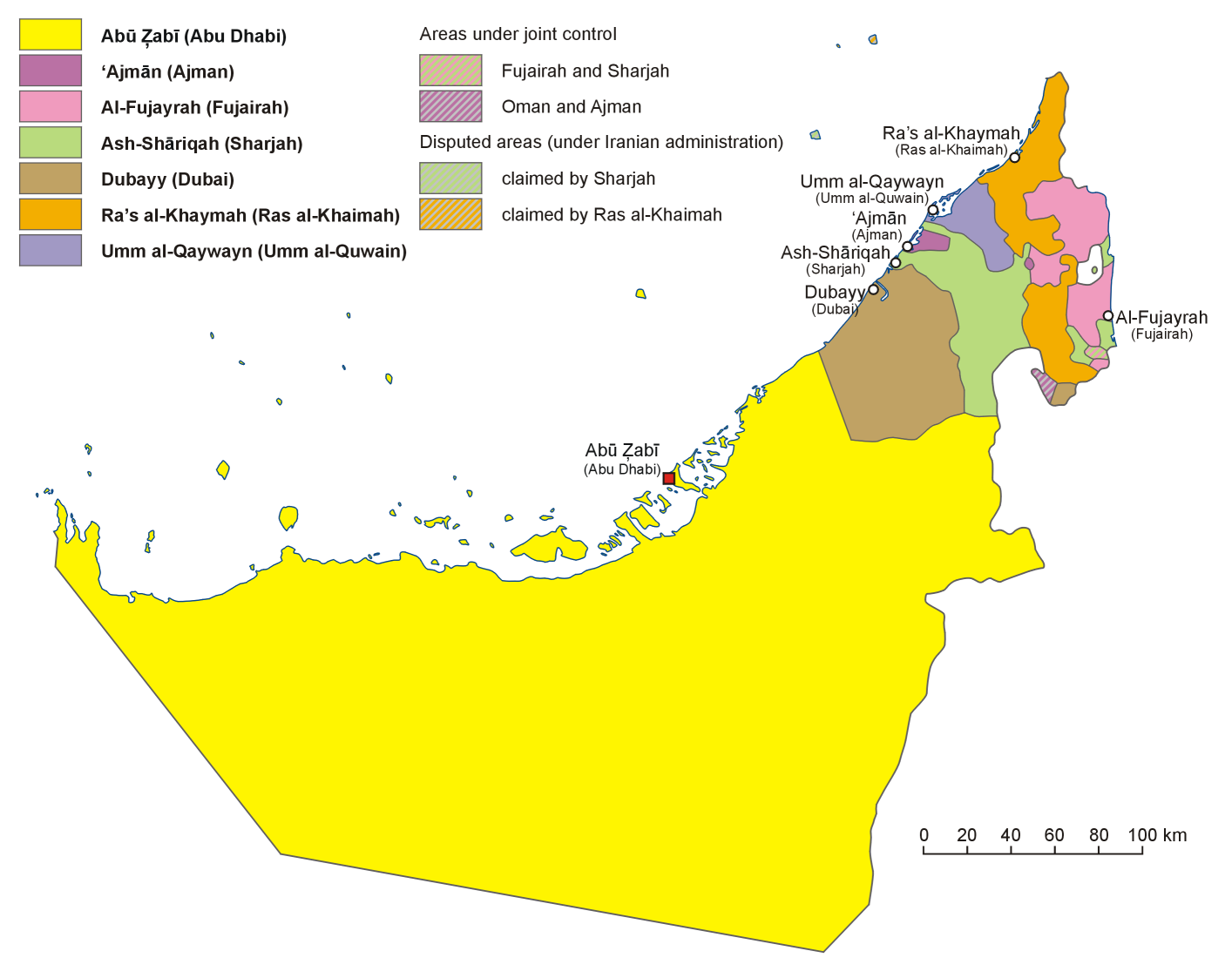
I sette emirati degli EAU. Come si nota, Nahwa è la porzione dell'emirato in verde (Sharja) più piccola ed isolata.